# Коченевський Модест Капітонович
Модест Капітонович Коченевський (1838 — 19??) — Миргородський предводитель дворянства, Член Державної Думи Імперії, член Полтавської Губернської Присутності.

## Біографія
Народився в 1838 році. Закінчив фізико-математичний факультет Харківського університету, по розряду природних наук зі ступенем кандидата.
У 1859 році поступив на службу в канцелярію полтавського губернатора. У 1861 р. почесний наглядач Кобеляцького повітового училища. У 1863—1866 р. по виборах дворянства член Полтавської Межовий Палати. В 1869—1876 рр.. дільничний мировий суддя, а з 1872—1876 рр.. голова з'їзду мирових суддів. В 1876—1890 рр.. член Курського Окружного Суду. У 1890 р. призначений неодмінним членом Полтавської Губернської Присутності і на цій посаді перебував до 14 січня 1902 р. З 1907 по 1912 рр. був депутатом III Державної думи Російської імперії від Полтавської губернії.
З 23 січня 1902 р. був Миргородським предводителем дворянства. Поміщик Миргородського повіту. Був обраний в 1865 р. при введенні земства в Полтавській губернії в повітові і губернські гласні.